# جورج هيجنر
جورج هيجنر (1897 – 17 فبراير 1985) هو مبارز بالسيف دنماركي راحل، مثّل بلاده في الألعاب الأولمبية الصيفية 1920.

## روابط رياضية
جورج هيجنر على موقع أوليمبيديا (الإنجليزية)